# Гиппиус, Карл Густавович
Карл Густавович Гиппиус (нем. Charles Gustav Hippius; 1832 или 1833 — 1880) — российский архитектор и художник балтийско-немецкого происхождения. Младший брат архитектора Отто Гиппиуса.

## Биография
Карл Гиппиус родился в 1832 (или 1833) году; младший сын портретиста, литографа и учителя рисования Густава Адольфа Гиппиуса, который обучал сына с раннего возраста творческим дисциплинам.
Получил образование в Императорской Академии художеств, которую окончил в 1855 году со званием свободного художника, после чего предпринял на свой счет поездку за границу. По возвращении в Россию Карл Густавович Гиппиус получил в 1857 году место архитектора и художника при Закаспийском торговом обществе и построил торговые амбары в Астрабаде и Баку.

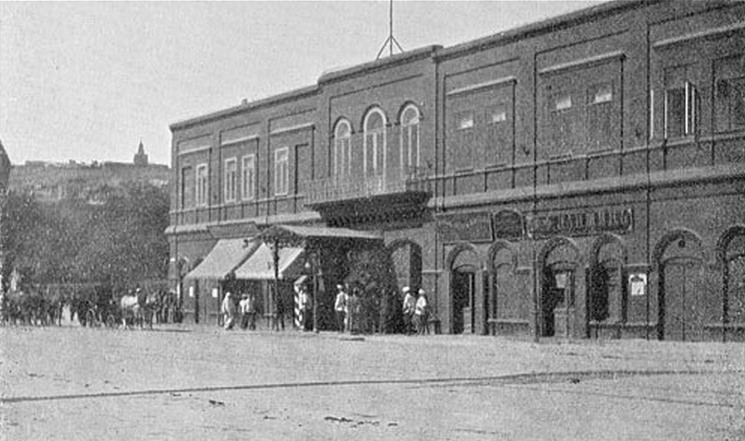
Дом Апресова (так назыв. Губернаторский дом) в Баку.

В 1859 году он перешел на службу в Главное управление Кавказского наместника. Исследования, произведенные им в том же году в Шемахы после землетрясения, послужили основанием для перенесения губернского центра из Шемахы в Баку, Гиппиус же был назначен в 1865 году с чином губернского секретаря на должность бакинского городового архитектора. Баку в значительной степени обязано ему своим внешним благоустройством: он урегулировал улицы и площади, построил каменную набережную и расположенные на ней дома губернаторский (1867), дворянского собрания и многие частные, устроил три городских фонтана. Он же отстоял неприкосновенность ханского дворца, когда явилось предположение приспособить его под тюрьму.
«За отлично-усердную службу» 6 января 1868 года, по ходатайству наместника Кавказского, великого князя Михаила Николаевича, он был награждён орденом Св. Станислава 3-й степени. 
В мае 1868 года Гиппиус был назначен эриванским губернским архитектором. В Эривани им были построены тюрьма и мост на реке Аракс. Через несколько лет он потерял ясность зрения одного глаза, а местный климат вредно отразился на его здоровье (у него была диагностирована сухотка спинного мозга). В 1870 году он был представлен новороссийским и бессарабским генерал-губернатором к должности херсонского губернского архитектора, но назначение не состоялось. Указом Правительствующего сената 6 октября 1871 года за № 219, коллежский секретарь, эриванский губернский архитектор Карл Гиппиус был произведён, за выслугу лет, в титулярные советники, со старшинством с 1 марта 1870 года. В 1871 году Гиппиус вышел в отставку и поехал лечиться в Петербург. Здесь Гиппиус занимался частными постройками и состоял архитектором Московского страхового от огня общества и Дворянского собрания.
Умер 22 августа (3 сентября) 1880 года от разрыва сердца и был по сведениям «Русского биографического словаря» похоронен на Смоленском кладбище (похороны прошли 27 августа, о чем сказано в некрологе, размещенном в журнале «Зодчий»), но «Петербургский некрополь» не упоминает его, а только брата Отто. 
К. Г. Гиппиус был также отличный акварелист и писал постоянно виды и памятники зодчества, но своим произведениям не придавал значения и охотно раздавал своим знакомым. У вдовы его сохранился альбом видов Эчмиадзинского монастыря, составленный им во время службы в Эривани.